# Winston James Griffiths
Winston (Win) James Griffiths (ur. 11 lutego 1943 w Grahmstown) – brytyjski nauczyciel, polityk, poseł do Parlamentu Europejskiego II i III kadencji, członek brytyjskiego Parlamentu i Partii Pracy.

## Życiorys
W 1979 wybrany na Posła do Parlamentu Europejskiego. Z powodzeniem ubiegał się o reelekcję w kolejnych wyborach europejskich w 1984. W trakcie sprawowania mandatu europosła był członkiem Partii Europejskich Socjalistów. Reprezentując Partię Pracy w 1987, wybrany został do brytyjskiej Izby Gmin z okręgu wyborczego Bridgend. Zasiadał w niej do 1997. Następnie od 1998 do 2005 roku był Backbencherem oraz przewodniczącym Welsh Grand Committee. W latach 90. pełnił funkcję walijskiego ministra zdrowia.
W latach 2006–2014 był dyrektorem krajowej organizacji wspierającej wolontariat w Walii – Wales Council for Voluntary Action. Funkcję dyrektora sprawował także od 2010 do 2016 w organizacji charytatywnej, działającej na rzecz osób niesłyszących (Royal National Institute for Deaf People).
W 2011 odznaczony Orderem Imperium Brytyjskiego (OBE) za działania na rzecz National Health Service (NHS) w Walii.

## Działalność w Parlamencie Europejskim
Podczas sprawowania mandatu Europosła Winston James Griffiths od 25 lipca 1984 do 19 stycznia 1987 pełnił funkcję wiceprzewodniczącego Prezydium oraz wiceprzewodniczącego Parlamentu Europejskiego. Był także członkiem Komisji ds. Regulaminu i Petycji (1984–1987), Komisji ds. Polityki Regionalnej i Planowania Regionalnego (1979–1988) oraz Delegacji ds. stosunków z państwami Azji Południowej (1986–1987). W latach 1983–1984 pełnił funkcję wiceprzewodniczącego tej delegacji.